# Brachymyrmex oculatus
Brachymyrmex oculatus es una especie de hormiga perteneciente al género Brachymyrmex, categorizada en la tribu Myrmelachistini, de la subfamilia Formicinae.

## Distribución
La especie es nativa de la región del Neotrópico. Se distribuye por América del Sur, en Argentina.

## Taxonomía
Fue descrita por Santschi en 1919.